# OT-65Ch
OT-65Ch — чехословацкая разведывательная химическая машина. Создана на базе OT-65.

## Описание конструкции
Машина OT-65Ch предназначена для действия в составе разведывательных подразделений сухопутных войск и осуществляет химическую, радиационную, биологическую и специальную разведку местности.

### Броневой корпус и башня
Машина имеет сварной броневой корпус.

### Вооружение
В качестве основного вооружения в OT-65Ch используется 7,62-мм пулемёт UK vz. 59 T.

### Средства наблюдения и связи
Внешняя связь производится по УКВ радиостанции Р-113 «Гранат».

### Специальное оборудование

#### Средства радиационной разведки
Для ведения измерения уровня гамма- и бета-излучений в OT-65Ch установлен прибор IT-65.

#### Средства химической разведки
Для непрерывного  контроля воздуха с целью определения в нем наличия ФОВ в машине установлен автоматический газосигнализатор ГСП-11.

#### Средства защиты экипажа
Для работы в условиях применения противником оружия массового поражения в OT-65Ch имеются следующие средства:
1. ИП-46 — комплект изолирующих противогазов для всех членов экипажа;
2. ИП-46М — комплект изолирующих противогазов для всех членов экипажа.

## Модификации
- - OT-65ChV — командная машина химической разведки

## Состоял на вооружении
- Чехословакия— переданы после распада Чехословакии в Чехию и Словакию
- Чехия
- Словакия

## См. также

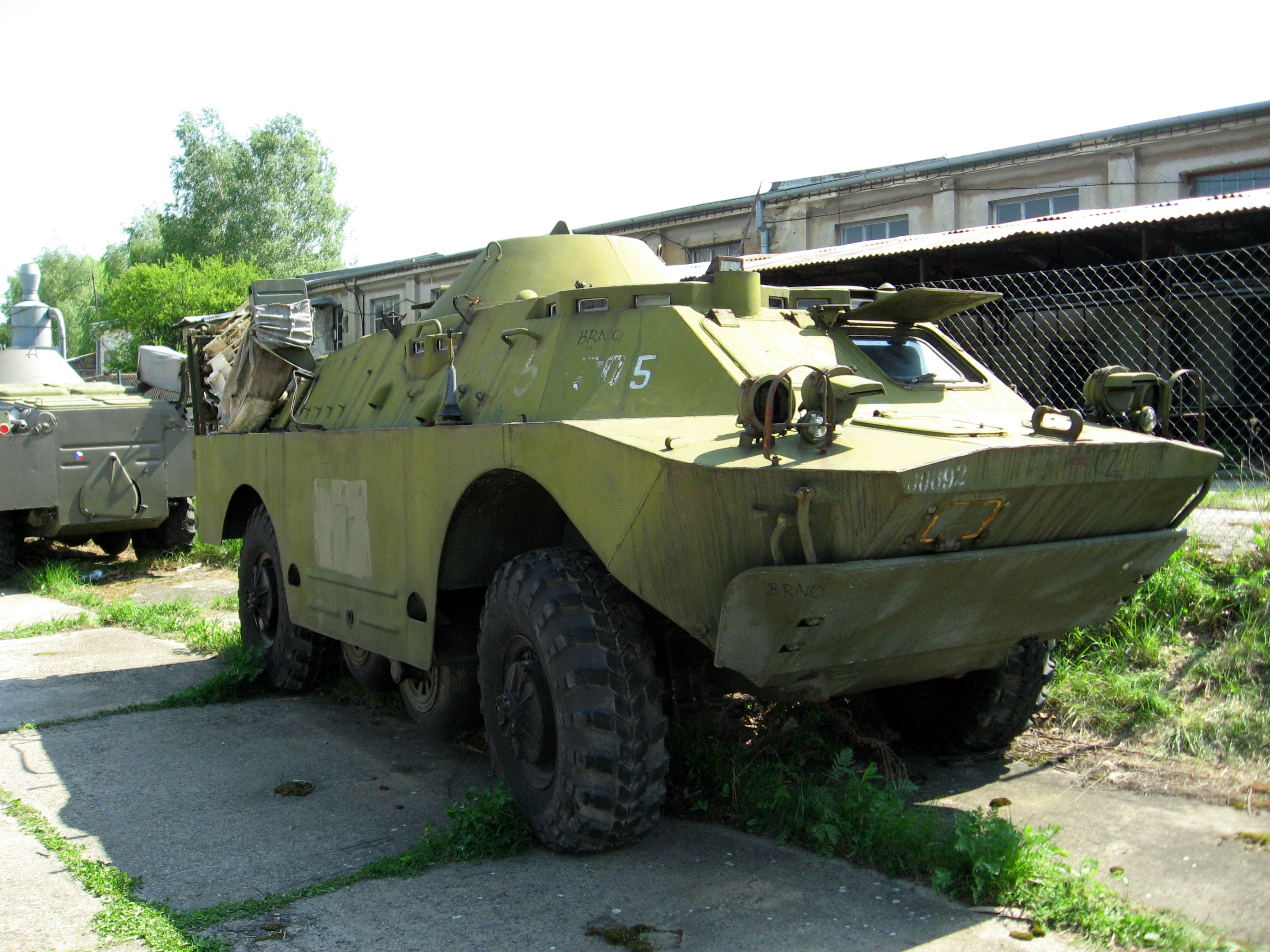
БРДМ-2РХБ чехословацкой армии